# بريسي
بريسي (بالإنجليزية: Brisi)‏ هو أحد جبال سلسلة جبال الألب أبينزيل ويقع في كانتون سانت غالن في سويسرا. يحتل المرتبة رقم 352 في قائمة جبال سويسرا من حيث الارتفاع، إذ يبلغ ارتفاعه حوالي 2279 متر، بينما يبلغ ارتفاع نتوء الجبل 325 متر.